# Бек Петро Вільгельмович
Бек Петро́ Вільге́льмович (1832 — 9 вересня 1902, Білокопитове) — головний керуючий всіх підприємств родини Терещенків, статський радник, нагороджений Орденом Святої Анни 3-го ступеня, Орденом Святого Станіслава 3-го ступеня, бронзовою медаллю в пам'ять війни 1853—1856 років, Орденом Святого Володимира 4-го ступеня

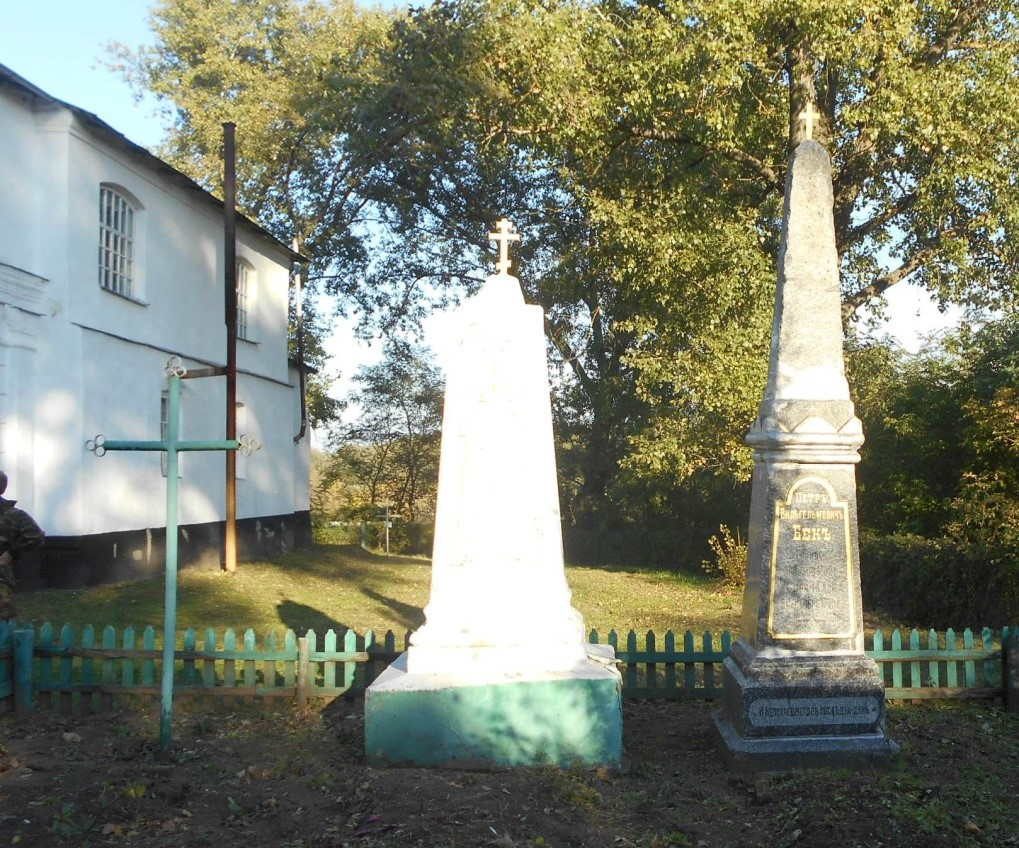
Могили Софії та Петра Бека на території Покровської церкви с. Білокопитове Глухівського району Сумської області

## Життєпис
Петро Бек народився у 1832 році у родині титулярного радника Вільгельма Бека. У 22-річному віці закінчив Горогорецький Землевпорядничий інститут і в 1854 році пішов на цивільну службу при департаменті сільського господарства і по відомству Державного кіннозаводства.
6 травня 1866 року в Курській Палаті Цивільного Суду було складено купчий лист, за яким Петро Бек придбав у вічне та спадкове володіння маєток у хуторі Заруцькому в Марії Михайлівни Бетхер за 4000 рублів сріблом. Крім маєтку у власності було 247 десятин лісової та сіножатної землі, залишки панського будинку з іншими садибними спорудами, огуменник, три шинки, млин на два постави, сукновальня, що приносила річного доходу 25 рублів сріблом, частка в крейдяній горі та половина власності в греблі, річці, що була при маєтку, криниці, а також городах і саду площею 5 десятин.
Після придбання маєтку Заруцьке Бек не став відновлювати старий будинок, а збудував з іншого боку садиби (прилеглій до старовинного парку) новий, вписавши його в комплекс старих та нових садибних споруд. Одразу після придбання маєтку та частини у крейдяній горі Петро Бек разом із Миколою Григоровичем Радченком, якому фактично належала решта крейдової гори, заснували у Заруцькому вапняний завод, який через деякий час став випалювати вапна до 25000 пудів на рік.
З самого свого заснування завод знаходився в оренді в Ізраїля Абрамовича Янпольського, який справно платив Беку і Радченку за оренду заводу. 1875 року Петро Бек заснував у Заруцькому винокурний Сергіївський завод № 109.
1872 року Петро Бек перейшов на службу з виборів Глухівської міської думи та обраний гласним глухівського земського зібрання, також став членом ревізійних комісій. Цього ж року він одружився вдруге — з племінницею Миколи Терещенка Катериною Куксіною (за першим чоловіком Аммосова). Незабаром Бек став головним управителем усіх маєтків та підприємств родини Терещенків у Глухівському повіті. До цієї промислової імперії входили заводи: цукрорафінадний — в Михайлівському хуторі, бурякоцукровий — у містечку Вороніжі. Крім того, це — паперова фабрика в селі Некрасове (Глухівський район), борошномельне виробництво у в хуторі Павлівка та винокурня в Чуйковці.
Петро Бек, перебуваючи у Глухові у службових справах, займав частину великого двоповерхового будинку (біля бульвару), який збудував Микола Терещенко. Свій бізнес у Заруцькому Бек передав в оренду місцевому єврею, бо весь час та всі сили були віддані Товариству Терещенка. Проте Бек, користуючись своїм становищем та можливостями, постійно сприяв просуванню справ орендаря. Регулярні замовлення на крейду та вапно підприємств Терещенків підтримували роботу Заруцького вапнякового заводу. З часом у власності Петра Бека опинився водяний млин у хуторі Павлівка, пізніше в цьому ж хуторі Беком було відкрито ще й олійний завод.
1875 року Глухівська дворянська опіка передасть в опікунство титулярному раднику Петру Беку майно та малолітніх дітей Катерини Аммосової. Петро Вільгельмович отримує в орендне управління маєток та землі покійного порутчика Михайла Дмитровича Аммосова в селі Кучерівка: 1300 десятин землі, господарські споруди, винокурню, сад з городом, млини та шинковий двір. Незважаючи на те, що Петро та Катерина вже одружилися, дворянська опіка накладала на Бека певні забов'язання. Гроші з орендаторів землі отримував Петро Вільгельмович, а рибу із кучерівського ставу можна використовувати тільки для власного харчування, вирубка дерев дозволялася лише в зазначених опікунською радою місцях, всі споруди Бек мав утримувати, логодити та страхувати за власний рахунок. Після закінченню терміну опіки 1 січня 1881 року, Петро Бек мав віддати все майно за описом в розпорядження опікунів. Також були передбачені умови подальшої оренди маєтку Аммосових. Річний дохід Кучерівського маєтку складав 3500 рублів..
З часом дружні та ділові відносини з Терещенками настільки зміцніли, що Беком обрали співробітником піклування всіх закладів, що відкривалися Терещенками. З 1874 року титулярний радник Бек керував фінансовими справами Глухівської чоловічої прогімназії та дитячого притулку, обраний членом повітової військової повинності по Глухову. 1875 року він вже фінансовий розпорядник фірми «Торговий дім братів Терещенки», член комісії з переоцінки цукроварень Глухівського повіту. Крім того, Петро Бек опікується проблемами сільських училищ та ветеринарної медицини у 1878 році.
1884 року Петро Вільгельмович за кошти Ніколи Терещенка займається реорганізацією Глухівської чоловічої шестикласної прогімназії на класичну восьмикласну гімназію, є членом будівельної комісії зі спорудження Глухівської земської лікарні У 1885 році він — колезький ассесор, член повітової медичної комісії
1886 року надвірний радник Петро Бек був опікуном Кучерівської школи. У 1887 році Бека знову обирають гласним Глухівського повітового земського зібрання 1891 року він обраний членом повітової військової повинності Він працював абсолютно безоплатно. Крім того, він входив до складу опікунської ради Глухівської жіночої гімназії.
Безпосереднім керівництвом та контролем за пристосуванням будівлі у другій половині 1880-х років опікувався саме Петро Бек. Без його досвідченості та енергії будівля навряд чи могла бути приведена в потрібний вигляд у такий короткий час. Понад асигнованим Терещенком грошей було витрачено на пристосування будівлі ще 356 руб. 83 коп., які Терещенко також доручив профінансувати за його рахунок. Влітку 1889 року заклад освіти отримав статус класичної восьмикласної гімназії та зайняв всі приміщення двоповерхової будівлі. Директором залишався Михайло Лазаренко. Інспектором призначено викладача давніх мов Євгена Каллістова.. Урочисті святкування щодо відкриття у Глухові повної гімназії відбулися 16 серпня 1889 року і з вересня того ж року гімназія розпочала свою повноцінну роботу.
1892 року Петро Бек також входив до складу господарського комітету Глухівської гімназії задля забезпечення роботи пансіону у перший рік його існування.
У 1895 році за дачами села Наумівка пройшла вузькоколійна залізнична гілка Ворожба — Середина-Буда, що зв'язала Глухів із основними залізничними магістралями. У районі крейдової гори та вапнякового заводу було влаштовано станцію «Роз'їзд Заруцький», завдяки чому видобуток, виробництво та відвантаження крейди та вапна на Заруцькому заводі різко зросли. Станція займалася виключно відправкою вантажів, яких відпускалося до 125 пудів на рік.
На 1897 рік дворянин Петро Бек залишався головним керуючим маєтків Терещенків
Петро Бек помер 9 вересня 1902 року і був похований біля Покровської церкви села Білокопитове поруч із першою дружиною. Його частина дач села Клевень (Заруцьке) перейшла у володіння до його сина, Євгена Петровича Бека.
Після смерті Петра Бека у 1902 році, земська управа розглянула листи покійного про відкриття школи садівництва на хуторі Павлівка, що належав Беку

## Родина
У середині 1850-х років одружився з Софією Іванівною. Спочатку молода сім'я проживала в Янполі, а потім перебралася в маєток Заруцьке, що належало Бекам. Це село колишнього Глухівського, а нині Шосткинського району Сумської області. Саме у цьому маєтку все своє життя, де був величезний будинок, «чудесне купання», ліс та парк із гойдалками, «гігантськими кроками» та крокетом, фактично проживала родина і діти. Тут проходили шикарні обіди з пишно накритими столами та присутністю багатьох гостей.

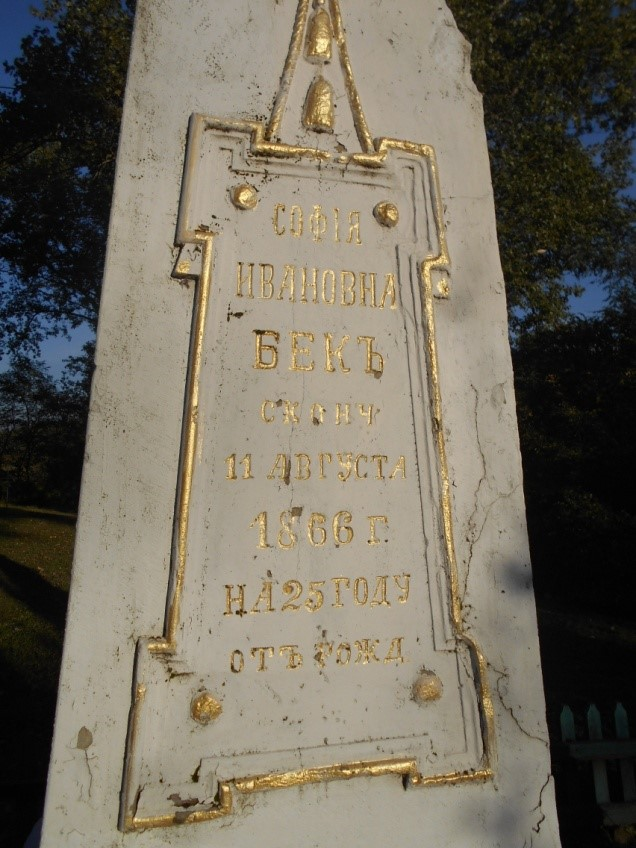
Пам'ятник на могилі Софії Бек — першої дружини статського радника Петра Бека

У родині спочатку народилися три хлопчики: Сергій, Євген та Микола. З народженням довгоочікуваної дівчинки, яку назвали Марією, на сім'ю обрушилося велике лихо. У 1866 році на 25 році життя, так і не оговтавшись від пологів, померла Софія Бек. Тіло було поховано біля входу до Покровської церкви поблизу маєтку Беків у Заруцькому.
У 1872 році Петро Бек одружився вдруге. Його обраницею стала племінниця Миколи Терещенка Катерина Семенівна Куксіна (за першим чоловіком Аммосова). Померла 1920 року. Можливо, її поховали поруч із чоловіком біля Покровської церкви села Білокопитове.
Діти від першого шлюбу
- Син Сергій (? - 1905) став цивільним інженером, проживав у Глухові, Києві, Ерівані, брав участь у будівництві різних споруд, у тому числі зводив деякі споруди у бактеріологічному інституті, керував будівництвом Олексіївського притулку для дітей військових у Києві на вул. Іллєнка, № 81. Він похований на Аскольдовій могилі.[19].
- Син Микола проживав у Санкт-Петербурзі[19].
- Син Євген (штабс-ротмістр) успадкував від батька маєток. Він закінчив Тверське кавалеристське училище, служив у 27-му Драгунському Київському полку[28]. Пішовши у відставку штабс-ротмістром, влаштувався в Заруцькому, допомагав батьку. Деякий час представляв у Глухові «Санкт-Петербурзьке» страхове товариство, а з 1911 року — був Земським начальником 1-ї дільниці Глухівського повіту. Перед революцією 1917 року був гласним Глухівського повітового земського зборів. Був одружений з Ольгою Гнатівною (пом 1946, похована на грецькому православному цвинтарі в Олександрії) — донькою командира 19-го Костромського полку, що квартирувався в Глухові — Гната Михайловича Клейнгауза[19].

Діти від другого шлюбу
- Зіна
- Софія

Онуки
- - Його сини, Петро, Олександр та Євген, закінчили Глухівську чоловічу гімназію, навчалися в Університетах, а потім служили в Царській армії.
  - Донька Віра (1906—1971) здобувала освіту в Київському Інституті, але через більшовицький переворот припинила навчання[26].

Наприкінці 1917 року вся родина переїхала до Глухова. Сюди ж, після розвалу армії повернулися онуки Петра Бека — Петро та Євген. На початку січня 1918 року їх на вулиці розстріляли червоноармійці.
У 1920 році онука Петра Вільгельмовича, Віра Бек, разом із матір'ю була евакуйована на пароплаві «Саратов» з Новоросійська до Єгипту, де вони прожили в таборах для біженців до 1921 року. Згодом Віра Євгенівна почала працювати вихователькою в одному із найкращих закладів освіти Олександрії — Французькому ліцеї. Тут спілкуючись із професорами вона розширила великий талант до живопису. У 1928—1929 роках Віра Бек двічі відвідувала Париж, де проходила курси при Художній Академії «Жюліана». Картини Віри Євгенівни почали виставлятися на багатьох виставках Олександрії та Каїра. Після революції в Єгипті в 1956 році Віра зі своїм чоловіком, переїхала до Сполучених Штатів, де й надалі займалася творчістю.

## Нагороди
До 1900-х років став Статським радником.
Нагороджений:
- Орден Святого Володимира 4 ступеня,
- Орден Святої Анни 3 ступеня,
- Орден Святого Станіслава 3 ступеня,
- бронзова медаль в пам'ять війни 1853—1856 років[19].

## Смерть і поховання
Помер Петро Бек 9 вересня 1902 року і був з почестями похований поряд з першою дружиною на території Покровської церкви в селі Білокопитове.

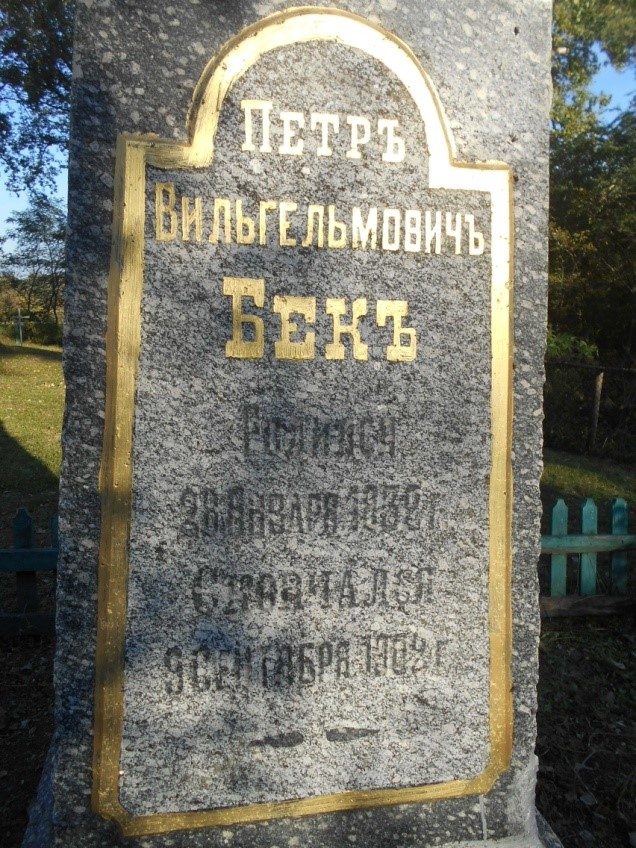
Пам'ятник на могилі статського радника Петра Бека в с. Білокопитове (колишнього Глухівського району) Сумської області